# Karl Albrecht II. (Hohenlohe-Waldenburg-Schillingsfürst)

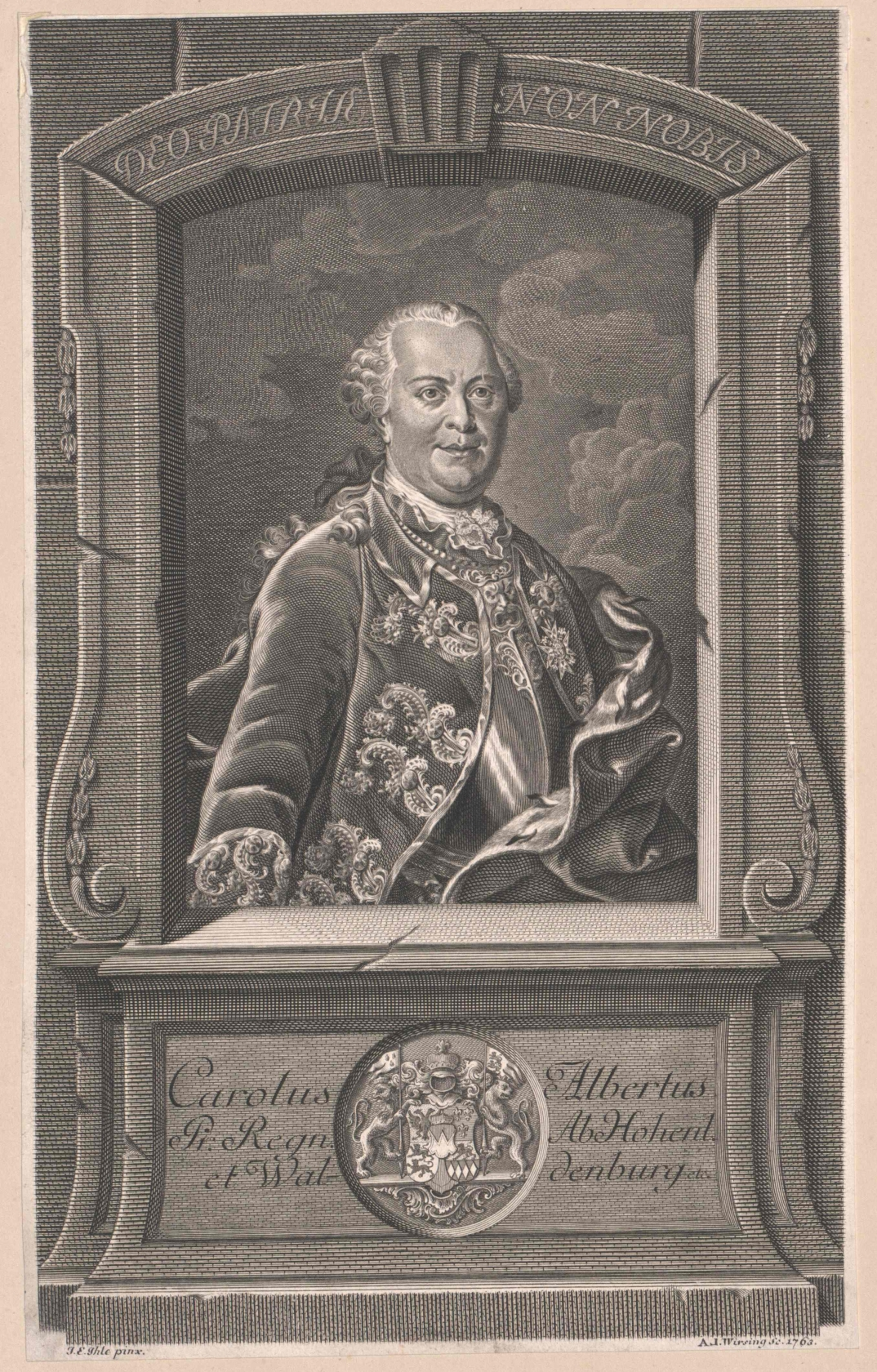
Fürst Karl Albrecht II.

Karl Albrecht II. Philipp Ludwig Franz de Paula Fürst zu Hohenlohe-Waldenburg-Schillingsfürst (* 21. Februar 1742 in Schillingsfürst; † 14. Juni 1796 ebenda) war ein Mitglied des Hauses Hohenlohe und k. k. Generalmajor. Seit 1793 war er der 3. Fürst zu Hohenlohe-Waldenburg-Schillingsfürst. Vollständige Titulatur: Fürst zu Hohenlohe-Waldenburg, Herr in Oehringen, zu Langenburg und Schillingsfürst.

## Leben
Karl Albrecht II. war ein Sohn des Fürsten Karl Albrecht I. (1719–1793) und seiner Gemahlin Sophia Wilhelmine Marie zu Löwenstein-Wertheim-Rochefort (1721–1749), Tochter des Fürsten Dominik Marquard zu Löwenstein-Wertheim-Rochefort (1690–1738).
Als Oberst unter Kaiserin Maria Theresia in Ungarn hatte er die Hofdame Judith geb. Freiin Reviczky de Revisnye kennengelernt und ohne Erlaubnis seines Vaters geheiratet. Wegen dieser „unstandesgemäßen Ehe“ mit der verwitweten Ungarin war Karl Albrecht II. mit seinem Vater, Fürst Karl Albrecht I., zerstritten. Judith war aus ihrer ersten Ehe mit dem ungarischen Kavalier Böthy (Emerich Freiherr von Pöthy) ein Sohn, Emerich, geblieben. 1776, drei Jahre nach der Hochzeit, kam die junge Familie in Kupferzell an und durfte nicht in Waldenburg wohnen. Als Wohnsitz wurde ihnen das zweitrangige Schloss in Kupferzell zugewiesen.

## Familie
Karl Albrecht II. heiratete in erster Ehe am 19. Mai 1761 Prinzessin Leopoldine zu Löwenstein-Wertheim-Rochefort (1739–1765), die Tochter des Fürsten Karl Thomas zu Löwenstein-Wertheim-Rochefort (1714–1789). Das Paar hatte zwei Kinder, die jedoch das Säuglingsalter nicht überlebten:
- Franz (1762–1762)
- Kind (* 2. Juni 1765)

An den Folgen der Geburt des zweiten Kindes verstarb die Prinzessin.
In zweiter Ehe heiratete Karl Albrecht II. ohne väterliche Erlaubnis am 15. August 1773 die ungarische Baronesse Judith Reviczky de Revisnye (1753–1836), Sternkreuzordensdame. Ihre Eltern waren der kaiserlich-königliche Generalfeldmarschallleutnant Johann Baron Reviczky de Revisnye (wurde 1773 Reichsfreiherr) und Rosalia, geb. Freiin von Pereny (Perenyi de Nagy-Szölöss). Die Reviczky sind ein altes ungarisches Adelsgeschlecht, das seine Stammreihe bis zum Stammvater Hotimir zu Anfang des 13. Jahrhunderts zurückführt. Aus dieser Ehe gingen dreizehn Kinder hervor:
- Maria Josepha (1774–1824)
- Karl Albrecht III. (1776–1843), Fürst zu Hohenlohe-Waldenburg-Schillingsfürst
- Joseph (1777–1800), österreichischer Rittmeister, der an den Folgen einer schweren Verwundung nach einem Gefecht mit den Franzosen bei Erbach nahe Ulm verstarb
- Maria Theresia (1779–1819)
- Franziska (1780–1783)
- Albert (1781–1805), österreichischer Rittmeister, der an den Folgen einer schweren Verwundung nach einem Gefecht mit den Franzosen bei Haslach nahe Ulm verstarb
- Antoinette (1783–1803)
- Friederike (*/† 1785)
- Eleonore (1786–1849), unverheiratet
- Franz Joseph (1787–1841), Fürst zu Hohenlohe-Schillingsfürst, Vater von Victor I. Herzog von Ratibor und Chlodwig zu Hohenlohe-Schillingsfürst
- Karoline (1789–1799)
- Gabriele (1791–1863)
- Alexander (1794–1849), katholischer Geistlicher und Wunderheiler